# Municipio de Mount Pleasant (condado de Scott)
El municipio de Mount Pleasant (en inglés: Mount Pleasant Township) es un municipio ubicado en el condado de Scott en el estado estadounidense de Arkansas. En el año 2010 tenía una población de 515 habitantes y una densidad poblacional de 7,04 personas por km².

## Geografía
El municipio de Mount Pleasant se encuentra ubicado en las coordenadas 34°55′13″N 93°58′30″O / 34.92028, -93.97500. Según la Oficina del Censo de los Estados Unidos, el municipio tiene una superficie total de 73.13 km², de la cual 72,8 km² corresponden a tierra firme y (0,46 %) 0,34 km² es agua.

## Demografía
Según el censo de 2010, había 515 personas residiendo en el municipio de Mount Pleasant. La densidad de población era de 7,04 hab./km². De los 515 habitantes, el municipio de Mount Pleasant estaba compuesto por el 85,24 % blancos, el 2,33 % eran amerindios, el 8,35 % eran asiáticos, el 0,39 % eran isleños del Pacífico, el 0,78 % eran de otras razas y el 2,91 % eran de una mezcla de razas. Del total de la población el 2,14 % eran hispanos o latinos de cualquier raza.